# Eduard Böhler
Eduard Fridolin Böhler (* 28. November 1878 in Schönau im Schwarzwald; † 28. Januar 1964 ebenda) war ein deutscher katholischer Geistlicher und Heimatforscher.

## Werdegang
Böhler kam als Sohn des Gastwirts Joseph Böhler und der Magdalena Böhler, geb. Steiger, zur Welt. Sein Vater führte das Gasthaus Vierlöwen in Schönau. Nach dem Abitur 1897 in Freiburg studierte er an der dortigen Universität von 1897 bis 1900 Katholische Theologie. 1901 kam er als Vikar nach Meersburg, 1903 in die Johannesgemeinde in Freiburg. Von 1907 bis 1909 war er Prädikaturverweser in Offenburg, dann ab 1909 Pfarrverweser von St. Damian und Hugo in Bruchsal. Von 1912 bis 1952 war er Hofpfarrer in Bruchsal. 1942 wurde er zum Geistlichen Rat ernannt. „1952 trat er in den Ruhestand und kehrte in seine Schwarzwaldheimat zurück,…“.
Neben seiner seelsorgerischen Tätigkeit war er Mitarbeiter der Arbeitsgemeinschaft Markgräflerland. Er veröffentlichte zahlreiche Aufsätze zur Geschichte des Markgräflerlandes in Zeitungen und Zeitschriften.
Er starb 1964 an einem Schlaganfall.

## Ehrungen
- 1959: Verdienstkreuz am Bande der Bundesrepublik Deutschland „für seine Verdienste als Jugendführer und Seelsorger“
- 1963: Ehrenbürger von Schönau im Schwarzwald[2]

## Schriften (Auswahl)
- Die Geschichte von Schönau im Schwarzwald. Rombach, Freiburg im Breisgau 1960, 395 S.[3]